# Список умерших в 940 году

## Январь
- 5 января — Минамото-но Мунэюки, аристократ и японский вака-поэт периода Хэйан.

## Март
- 25 марта — Тайра-но Масакадо, японский полководец и политический деятель[1].

## Май
- 12 мая — Евтихий II (62), Патриарх Александрийский (933—940), автор медицинских, богословских и исторических сочинений[2].

## Октябрь
- 8 октября — Гунтер Регенсбургский, блаженный Католической церкви, 11-й епископ Регенсбурга (940)[3].
- Ибн аль-Анбари, авторитетный знаток Корана и хадисов, филолог и грамматист куфийской школы[4].

## Ноябрь
- 14 ноября — Абу-ль-Фадль Балами, государственный деятель эпохи Саманидов[5].

## Дата смерти неизвестна или требует уточнения
- Анскар, маркграф Ивреи (924—936; под именем Анскар II) и герцог Сполето (936—940)[6].
- Аснар III, граф Комменжа[7].
- Атенульф II, князь Капуи и Беневенто (911—940).
- Аль-Барбахари, исламский богослов и правовед, полемист, шейх ханбалитов.
- Гуго I, граф Нордгау, Ортенау и Ааргау.[8].
- Ибн Абд Раббих, арабский поэт, филолог, историк[9].
- Ар-Ради Биллах, багдадский халиф (934—940) из династии Аббасидов[10].
- Саак Севада, армянский князь Гардмана.
- Эберхард, герцог Баварии (937—938).